# Campeonato Mundial de Ciclismo BMX de 2025
El XXX Campeonato Mundial de Ciclismo BMX se celebró en Copenhague (Dinamarca) entre el 28 de julio y el 3 de agosto de 2025 bajo la organización de la Unión Ciclista Internacional (UCI) y la Federación Danesa de Ciclismo.

## Resultados

### Masculino
| Evento          | Oro                          | Plata                          | Bronce                     |
| --------------- | ---------------------------- | ------------------------------ | -------------------------- |
| Carrera (03.08) | Arthur Pilard Francia 32,500 | Izaac Kennedy Australia 32,985 | Eddy Clerté Francia 33,108 |

### Femenino
| Evento          | Oro                                 | Plata                            | Bronce                             |
| --------------- | ----------------------------------- | -------------------------------- | ---------------------------------- |
| Carrera (03.08) | Bethany Shriever Reino Unido 35,614 | Saya Sakakibara Australia 36,744 | Judy Baauw · Países Bajos · 37,223 |

## Medallero
| Núm. | País         | Oro | Plata | Bronce | Total |
| ---- | ------------ | --- | ----- | ------ | ----- |
| 1    | Francia      | 1   | 0     | 1      | 2     |
| 2    | Reino Unido  | 1   | 0     | 0      | 1     |
| 3    | Australia    | 0   | 2     | 0      | 2     |
| 4    | Países Bajos | 0   | 0     | 1      | 1     |
|      | TOTAL        | 2   | 2     | 2      | 6     |